# 叫べ (angelaの曲)
『叫べ』（さけべ）は、音楽ユニット・angelaの30作目のシングル。2020年11月18日にKING AMUSEMENT CREATIVE
から発売された。

## 概要
- 前回シングル『乙女のルートはひとつじゃない!』から7ヶ月ぶり、デジタル・シングル「君の影、オレンジの空」から約5ヶ月ぶりのリリース。
- アニメ盤ジャケットは前半オープニング「THE BEYOND」と同じく皆城総士と真壁一騎、期間限定版ジャケットはアーティスト写真がプリントされている。
- 期間限定盤にのみ、Blu-rayがついている。

## 収録曲
【CD】
| 全作詞: atsuko、全作曲: atsuko・KATSU、全編曲: KATSU。 |                              |        |               |      |
| #                                                      | タイトル                     | 作詞   | 作曲・編曲    | 時間 |
| 1.                                                     | 「叫べ」                     | atsuko | atsuko・KATSU | 4:31 |
| 2.                                                     | 「おやすみ」                 | atsuko | atsuko・KATSU | 5:33 |
| 3.                                                     | 「叫べ」(off vocal ver.)     | atsuko | atsuko・KATSU | 4:31 |
| 4.                                                     | 「おやすみ」(off vocal ver.) | atsuko | atsuko・KATSU | 5:34 |
| 合計時間:                                              | 合計時間:                    | 20:10  |               |      |

【Blu-ray】(初回限定盤のみ)
- 「叫べ」Music Clip

## 楽曲解説
1. 叫べ
アニメ『蒼穹のファフナーTHE BEYOND』第2弾オープニング
  - 前半オープニングよりもさらに激しい楽曲。
  - 前回同様「島唄」がイメージされており、琴、笛、尺八、三線といった和楽器が使われている。[1]。
  - 歌詞の「NO WHERE」、「NOW HERE」[注 1]のように、過去の蒼穹のファフナーの要素が歌詞に散りばめられている。
2. おやすみ
  - 「ソルフェジオ周波数」が用いられたヒーリング楽曲。
  - レコーディングはバイノーラルレコーディングで行われており、様々な角度から録音がされた。
  - 歌詞は、ヒーリング楽曲故あえて「中身のない歌詞」になっている。

## 収録アルバム
- 「叫べ」
  - オリジナルアルバム『Battle & Massage』（#2）（2021年5月19日）
  - 『蒼穹のファフナー ALL SONGS』（ディスク2-#13）（2024年11月27日）
- 「おやすみ」
  - 未収録